# Acide gentisique
L'acide gentisique ou acide gentianique ou acide 2,5-dihydroxybenzoïque ou acide hydroxy-5 salicylique est un composé organique aromatique, l'un des six isomères de l'acide dihydroxybenzoïque, le cycle benzénique dont il est constitué étant porteur d'un groupe carboxyle (acide benzoïque) et de deux groupes hydroxyles (phénol).

## Occurrence
Il est naturellement présent dans certains végétaux, tels que le cumin, la lavande ou encore la gentiane. C'est aussi un produit mineur (1 %) du métabolisme de l'aspirine, excrété par les reins.

## Synthèse
L'acide gentisique est produit par carboxylation de l'hydroquinone :
C6H4(OH)2 + CO2 → C6H3(CO2H)(OH)2
Cette conversion est un exemple de réaction de Kolbe.

## Applications
Comme l'hydroquinone, l'acide gentisique est facilement oxydé et est donc utilisé comme excipient antioxydant dans certains médicaments. Il est aussi utilisé sous forme de glucosamide (amide de glucosamine) pour application parentérale. Il inhibe l'acide salicylique, la synthèse de prostaglandines et a été dans un premier temps utilisé comme anti-inflammatoire non stéroïdien.
L'acide gentisique est aussi utilisé comme matrice en désorption-ionisation laser assistée par matrice (MALDI) pour la spectrométrie de masse de peptides, protéines et glucides.
L'acide gentisique, comme les cinq autres isomères de l'acide dihydroxybenzoïque, est utilisé comme intermédiaire dans la synthèse de certains composés pharmaceutiques (en particulier des analgésiques et des anti-inflammatoires) et de divers composés organiques, résines, polyesters et détergents.